# 태어로즈 영웅단
태어로즈 영웅단은 2004년에 만들어진 태권도 시범 단체이다.

## 태어로즈의 기원
태어로즈는 영어 태권도(Taekwondo)와 영웅(Hearoes)가 합해져 (TAEROES)가 되었다.

## 시범단 선발
선발은 태어로즈 지정 태권도장에서 후보 인원을 선발한 다음, 예비단원을 선발하고, 3개월의 추가 훈련을 거쳐 정식 단원이 되며, 도장 별 차이가 존재한다.

## 활동
현재 태어로즈 영웅단은 국.내외 시범을 활발히 펼치고 있다.2016년 해외 시범으로는 미국, 중국 시범, 국내 시범은 LG트윈스 개막 시범, 평창 올림픽 성공 개최 시범 등이 있으며, 2017년 시범으로는 천사데이 기념 동두천시 1004(천사)마라톤 대회가 있다. 또한 2017년 해외 시범으로는 스페인 시범이 있으며, 2018년에는 해외 시범으로 영국을 가 국.내외 명성을 떨치고 있다.